# عصفور (جنس)
العُصفور (الاسم العلمي: Passer) هو جنس من الطيور يتبع فصيلة عصافير العالم القديم من رتبة العصفوريات. العصفور هو اسم لعديد من الطيور الصغيرة الشائعة ذات الألوان البنيّة والبيضاء والسوداء، كما هو أيضًا اسم شائع للطيور صغيرة في حجمها. توجد العصافير في مناطق كثيرة من العالم. ولها مناقير مخروطية الشكل، وتتغذى أساسًا بالحبوب.
تنتمي عصافير العالم القديم إلى فصيلة الطيور الحباكة نفسها. وهي تشقشق أكثر مما تطلق أغاني حقيقية. وفي الشتاء، تكوِّن أسرابًا كبيرة. وتتغذى هذه العصافير بحبوب الحشائش، ومنها محاصيل الحبوب. والعصفور الدوري أكثر عصافير العالم القديم شهرة. وهو ينمو ليصل إلى 16سم طولاً. ويبني عشه تحت طنف المنازل (ذلك الجزء من السقف الذي يبرز من الحائط). ويعتقد أن العصفور المنزلي نشأ في وسط إفريقيا، وانتشر عبر وادي النيل إلى البحر الأبيض المتوسط ومن هناك انتشر شمالاً. وهو يوجد الآن في مناطق شبه متجمدة. وقد أدخل الناس العصافير المنزلية إلى أجزاء أخرى من العالم من بينها أستراليا ونيوزيلندا وشمالي أمريكا. وتبني العديد من الأنواع الأخرى من العصافير عادة أعشاشها في طنف (إفريز) المباني.
يشبه عصفور الشجرة العصفور المنزلي كثيرًا. وهو أصغر قليلاً من العصفور المنزلي، وطوله حوالي 14سم، وله علامات أكثر لمعانًا. وله عُرفٌ نحاسي اللون وبقعة سوداء صغيرة على خديه الأبيضين. تعشش عصافير الشجر في مستعمرات متفرقة، غالبًا في فتحات في أشجار الفاكهة العتيقة. وقد انتشر عصفور الشجر كذلك بعيدًا عن موطنه الأصلي في إفريقيا. فهو يعيش الآن في مناطق عديدة من أوروبا وآسيا.
ولون عصافير الصخر غالبًا رمادي وبني مع بقعة صفراء على العنق. وهي تعيش في أماكن جافة في جنوبي أوروبا وشمالي إفريقيا والهند والصين. وتعشش معظم أنواع عصافير الصخور في فتحات بين الصخور في الحوائط، غير أن نوعًا واحدًا وهو العصفور الأصفر العنق [الإنجليزية]، يعشش غالبًا في الأشجار.
وينتمي عصفور السياج في العالم القديم إلى فصيلة أخرى.
عصافير العالم الجديد. لها ريش مميز بني اللون شبيه بعصافير العالم القديم، ولكن تميل إلى أن تكون أكثر نحافة. وهي تنتمي إلى فصيلة الدرسة. هذه العصافير غالبًا ما تصدح بأغان طنانة ذات جرس عال، تستمر لفترات قصيرة، وتطلقها من أماكن مرتفعة. هناك أنواع كثيرة وهي تعيش في مساحة تمتد من شمالي أمريكا الشمالية إلى أقصى جزء في جنوبي أمريكا. وتضم عصافير شمالي أمريكا الشائعة عصفور الغناء وعصفور القبرة وعصفور الشاطئ.

## اقرأ أيضاً
- تطور الطيور

## وصلات خارجية

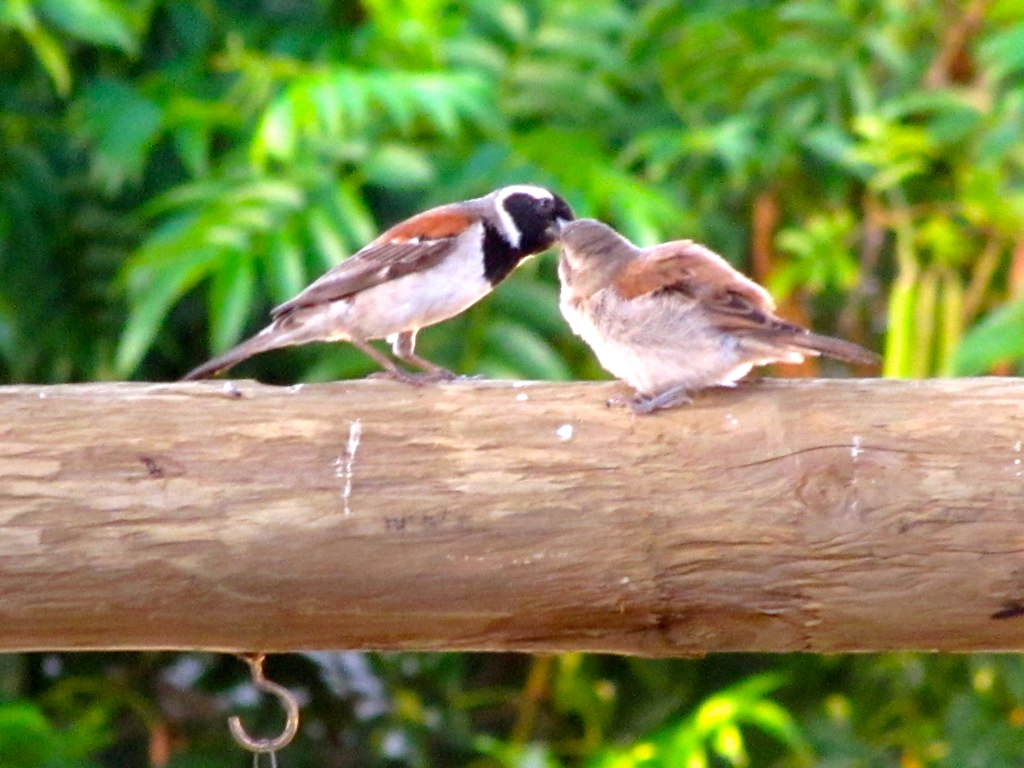
عصفور أسود الذيل

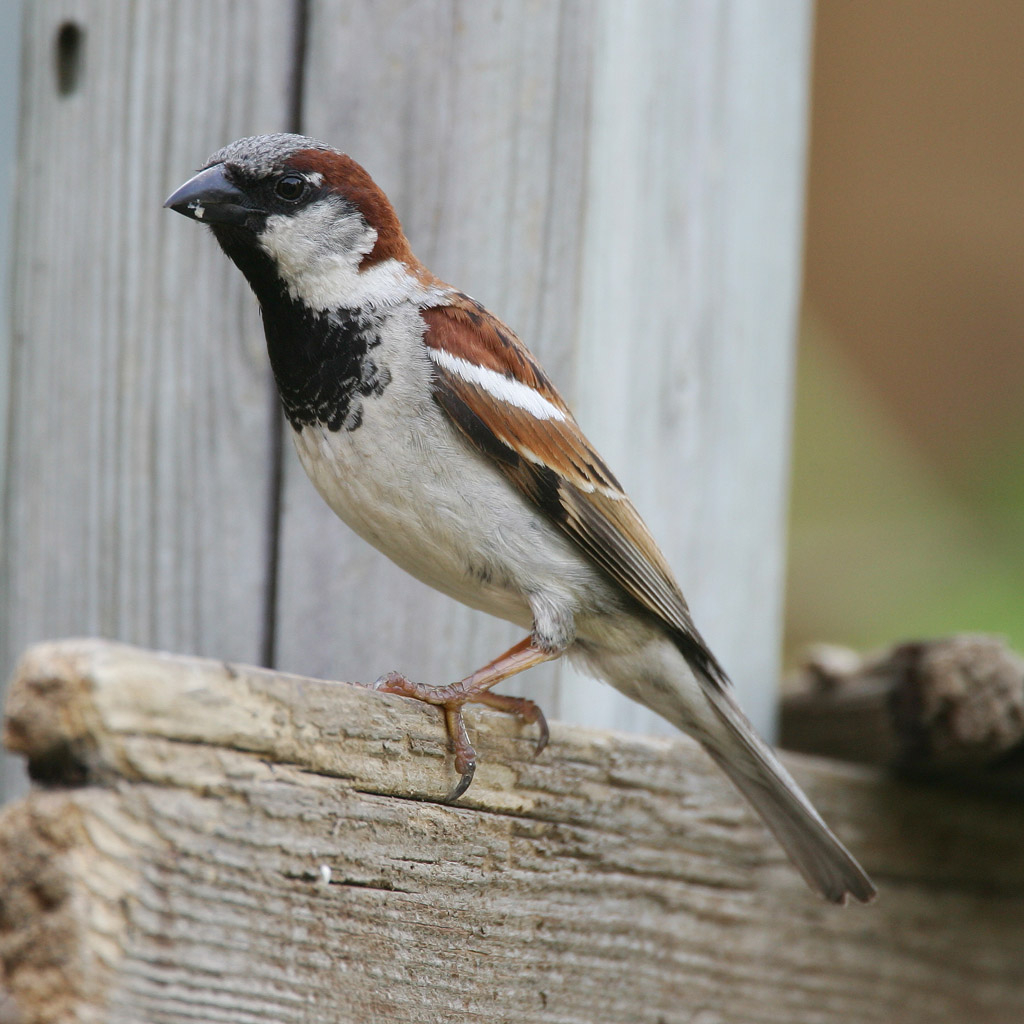
ذكر العصفور الدوري

- الحيوان البري في البلاد العربية من الموسوعة العربية العالمية